# Судокомпозит
Конструкторско-технологическое бюро «Судокомпозит» — производитель изделий из композитных материалов.

## История
Предприятие было основано в 1960 г. по распоряжению Совета министров Украинской ССР с целью создания научно-технической базы по внедрению полимерных композиционных материалов в судостроение.
После провозглашения независимости Украины предприятие было передано в ведение министерства промышленной политики Украины и являлось его головной организацией по проектированию судов и изделий судового машиностроения из полимерных композиционных материалов (свидетельство об аттестации научного учреждения номер 141 от 19.10.2007 г.).
В 1990-е годы «Судокомпозит» разработал проекты производства на производственных мощностях предприятия лодок, катеров, яхт и парусных ботов для частных заказчиков, но в связи с отсутствием спроса был вынужден выпускать горки для пляжей, буйки для ограждения водных территорий, пляжные кабинки, лежаки и иное оборудование для пляжей.
В 2000—2002 годы предприятие принимало участие в выполнении контракта ФСК «Море» на строительство двух десантных кораблей на воздушной подушке «Зубр» для ВМС Греции.
В 2005 году завод получил сертификат Регистра судоходства Украины (свидетельство о сертификации предприятия ССП 22-3-205-05 от 10.08.2005 г.).
10 июня 2009 года Кабинет министров Украины включил ГП КТБ «Судокомпозит» в перечень предприятий судостроения, на которых распространяются меры государственной поддержки.
В 2009 году КНР заключила контракт на строительство двух десантных кораблей «Зубр». Их строительство началось в конце августа 2010 года, в выполнении контракта участвовали НИИ аэроупругих систем, «Стеклопластик», «Судокомпозит» и другие предприятия военно-промышленного-комплекса Украины.
После создания в декабре 2010 года государственного концерна «Укроборонпром», в соответствии с постановлением Кабинета министров Украины № 374 от 6 апреля 2011 года завод был включён в состав концерна.
После аннексии Крыма Россией завод прошёл перерегистрацию и стал государственным унитарным предприятием Российской Федерации.
Летом 2014 года предприятие было привлечено к выполнению гособоронзаказа Российской Федерации.
15 марта 2019 года, «в связи с продолжающейся агрессией в Украине», предприятие было включено в санкционный список США против российских заводов, которые присвоили украинские государственные активы в Крыму для оказания услуг российским военным, отмечая что «“Судокомпозит” был незаконно захвачен Российской Федерацией после аннексии Крыма в 2014 году».